# Atlas Blue
Atlas Blue (mã IATA = 8A, mã ICAO = BMM) là hãng hàng không giá rẻ, trụ sở ở Marrakech, Maroc. Atlas Blue là hãng phụ thuộc của Royal Air Maroc và có các tuyến đường thường xuyên cũng như các chuyến bay thuê bao tới châu Âu. Hãng có căn cứ ở Sân bay quốc tế Menara, Marrakech.

## Lịch sử
Atlas Blue được thành lập ngày 28.5.2004 và bắt đầu hoạt động từ 26.7.2004 với các chuyến bay thuê bao tới Pháp bằng máy bay Boeing 737-400. Royal Air Maroc chuyển 5 máy bay Boeing 737-400 khác cho Atlas Blue để mở rộng mạng lưới tới Bỉ, Đức, Ý và Vương quốc Anh . Atlas Blue do hãng Royal Air Maroc sở hữu 99.99%, các nhà đầu tư khác 0.01% và có 167 nhân viên.

## Các nơi đến
(Tháng 3/2008):
- Maroc

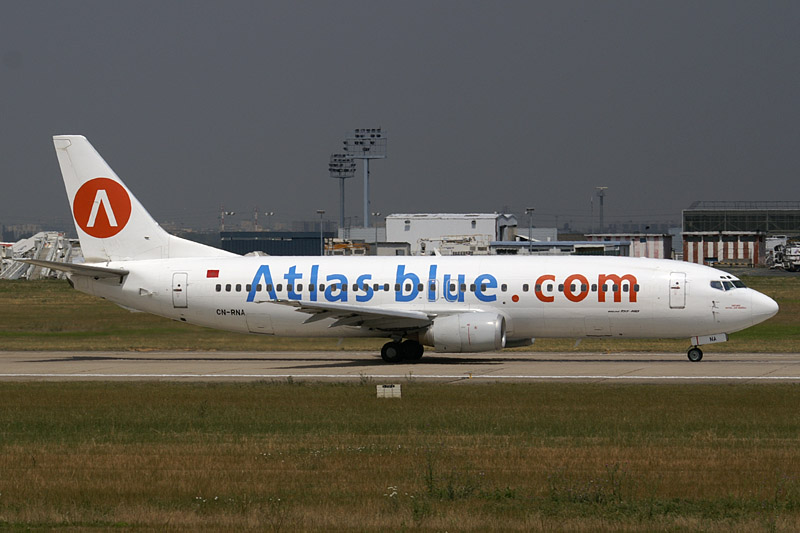
Máy bay Boeing 737-400 của Atlas Blue

  - Al Hoceima (Sân bay Cherif Al Idrissi)
  - Fes (Sân bay Saïss)
  - Marrakech (Sân bay quốc tế Menara)
  - Nador (Sân bay quốc tế Nador)
  - Oujda (Sân bay Angads)
  - Tangier (Sân bay quốc tế Ibn Batouta)
- Bỉ
  - Brussels (Sân bay Brussels)
- Đức
  - Düsseldorf (Sân bay quốc tế Düsseldorf)
  - Frankfurt (Sân bay quốc tế Frankfurt)
- Pháp
  - Basel/Mulhouse (Sân bay Basel-Mulhouse-Freiburg)
  - Bordeaux (Sân bay Bordeaux - Mérignac)
  - Brest (Sân bay Brest Bretagne)
  - Lille (Sân bay quốc tế Lille Lesquin)
  - Lyon (Sân bay quốc tế Saint-Exupéry)
  - Marseille (Sân bay Marseille Provence)
  - Nantes (Sân bay Nantes Atlantique)
  - Nice (Sân bay quốc tế Charles de Gaulle)
  - Paris (Sân bay quốc tế Orly)
  - Toulouse (Sân bay quốc tế Toulouse Blagnac)
- Ý
  - Bologna (Sân bay Bologna)
  - Milano (Sân bay quốc tế Milano-Malpensa)
- Hà Lan
  - Amsterdam (Sân bay Amsterdam Schiphol)
- Tây Ban Nha
  - Barcelona (Sân bay quốc tế Barcelona)
  - Madrid (Sân bay quốc tế Madrid Barajas)
- Thụy Sĩ
  - Geneva (Sân bay quốc tế Geneva Cointrin)
- Vương quốc Anh
  - London (Sân bay London Gatwick)
  - London (Sân bay London Heathrow)

## Đội máy bay
(Tháng 10/2007):
- 5 Airbus A321-200
- 6 Boeing 737-400

Atlas Blue muốn tăng đội máy bay lên 24 chiếc vào năm 2012, có thể hãng Airbus sẽ được chọn